# Rita Wilden
Rita Wilden (República Federal Alemana, 9 de octubre de 1947) es una atleta alemana retirada, especializada en la prueba de 400 m en la que llegó a ser subcampeona olímpica en 1972.

## Carrera deportiva
En los JJ. OO. de Múnich 1972 ganó la medalla de plata en los 400 metros, con un tiempo de 51.21 segundos, llegando a meta tras su compatriota Monika Zehrt y por delante de la estadounidense Kathy Hammond.